# Pośrednia Baszta

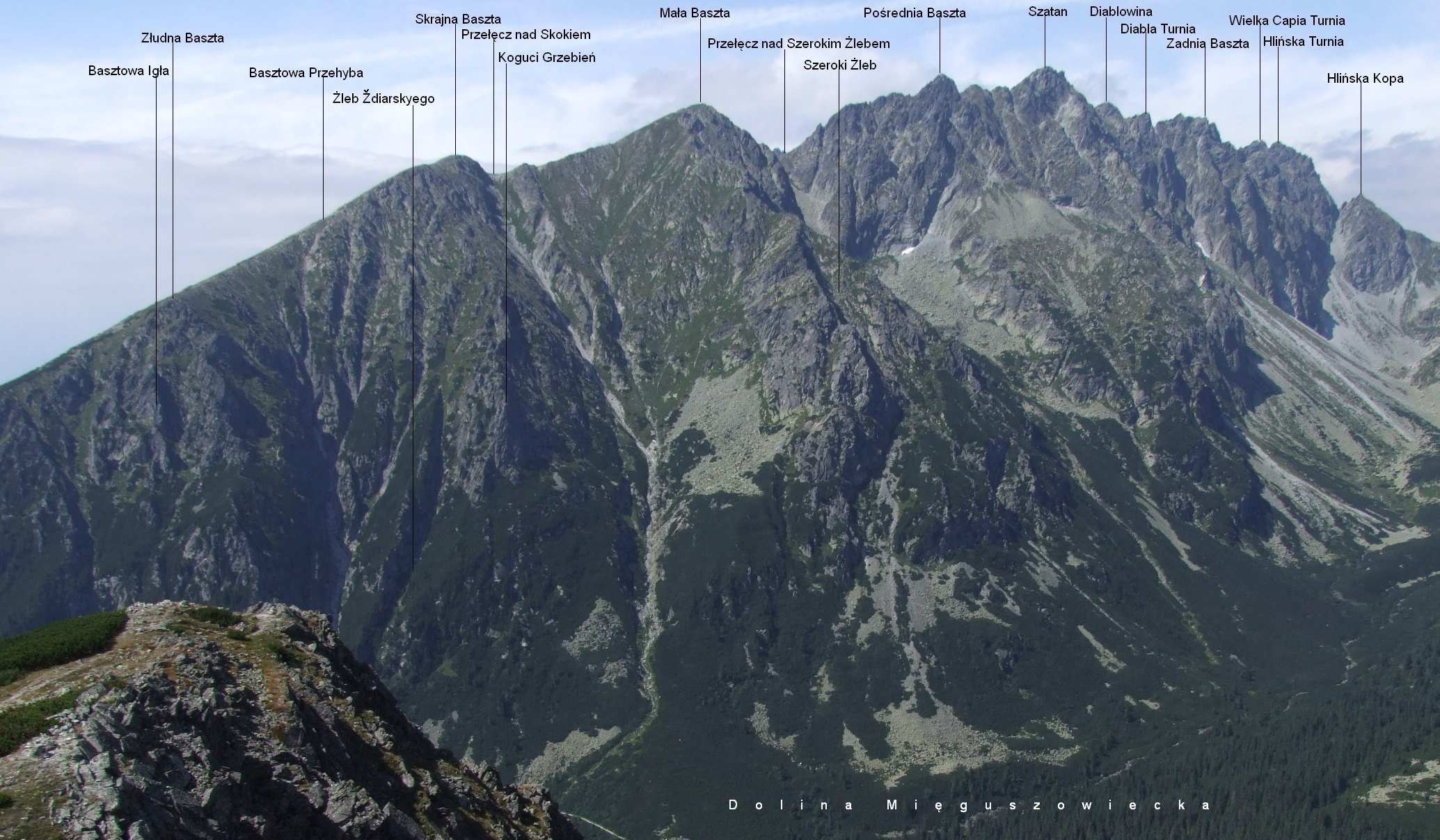
Widok z Osterwy

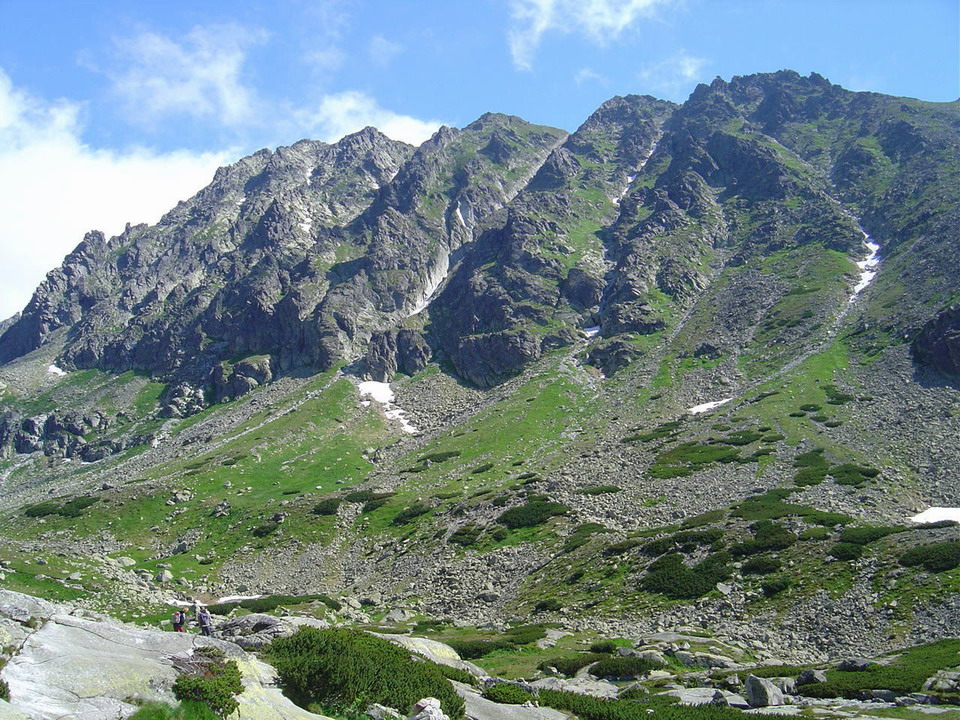
Od lewej: Szatan, Pośrednia Baszta, Mała Baszta. Widok z Doliny Młynickiej

Pośrednia Baszta (słow. Predná bašta, niem. Vordere Bastei, węg. Elülső-Bástya, Mellső-Bástya, 2374 m, 2366 m, 2364 m) – szczyt w Tatrach Wysokich położony na terenie Słowacji, w Grani Baszt (Hrebeň bášt) rozdzielającej doliny: Młynicką (Mlynická dolina) i Mięguszowiecką (Mengusovská dolina). Dawniej nieprawidłowo nazywany był Przednią Basztą. Znajduje się pomiędzy Szatanem, od którego oddziela go Przełęcz nad Czerwonym Żlebem (2324 m), a Małą Basztą (Malá bašta, 2287 m), od której oddziela go Przełęcz nad Szerokim Żlebem (2206 m).
Najniższa część południowej, opadającej ku Przełęczy nad Szerokim Żlebem południowej grani Pośredniej Baszty to trawiasto-skalisty, niezbyt stromy grzbiet. W wyższej części są liczne turniczki, szczerbinki i strome uskoki. Wschodnia ściana Pośredniej Baszty ma wysokość około 700 m. Ograniczają ją dwa głębokie żleby: Czerwony Żleb po północnej stronie i Szeroki Żleb po południowej. Ściana zachodnia o wysokości około 430 m opada na Zadnią Polanę w Dolinie Młynickiej. Od strony północnej ogranicza ją wąski żlebek spadający z Przełęczy nad Czerwonym Żlebem, od południowej szeroka depresja opadająca z Przełęczy nad Szerokim Żlebem.
Zaraz po południowej stronie wierzchołka i około 35 m niżej w grani Pośredniej Baszty znajduje się bezimienne siodełko. W kierunku Stawu nad Skokiem w Dolinie Młynickiej opada z niego lewy żleb zachodniej ściany. Od strony Doliny Mięguszowieckiej z siodełka opada trawiasty żlebek, niżej przechodzący w komin. Siodełko ma duże znaczenie dla taterników; krzyżują się na nim bowiem wszystkie warianty dróg prowadzących granią i 4 drogi prowadzące ścianami.

## Taternictwo
Jest to szczyt łatwy do zdobycia, zwłaszcza od strony przełęczy lub z Doliny Młynickiej, ale nie prowadzą tam żadne oznakowane trasy turystyczne. Mogą na nim uprawiać wspinaczkę taternicy. Dla współczesnych taterników drogi w jego masywie są łatwe.
Pierwsze odnotowane wejścia
Jej deniwelacja wynosi około 700 m.
- latem – Kornel Schmör, Karl Wünschendorfer 6 sierpnia 1877 r.,
- zimą – Theodor Wundt 23 grudnia 1891 r.[5]

Przejście granią
1. Północno-zachodnią granią od Przełęczy nad Czerwonym Żlebem; 0+ w skali tatrzańskiej, na szczyt Pośredniej Baszty 10 min
2. Z przełęczy nad Szerokim Żlebem, z ominięciami po wschodniej stronie; 0+, 30 min
3. Z Przełęczy nad Szerokim Żlebem z ominięciami po zachodniej stronie; 0, 30 min
4. Ściśle południową granią; I, 45 min[4].

Ściana wschodnia
Najniżej położonym punktem jest podstawa wielkiego filara znajdująca się na wysokości około 1650 m, ściana ma więc deniwelacje około 700 m. Górna jej część składa się z tegoż filara oraz dużej ściany po jego lewej stronie (patrząc od dołu). Ściana ta ma wschodnią ekspozycję, od filara oddziela ją głęboki i stromy żleb, z lewej strony opada do Szerokiego Żlebu. W prawej części ściany są strome i gładkie płyty, nad nimi okapiki. Prawie pozioma podstawa ściany opada na Basztowy Taras będący środkową częścią całej wschodniej ściany. Najniższa część ściany to prawie 100-metrowej wysokości i prawie pionowa czołówka. Do 2009 r. była dziewicza – nie zdobyta przez taterników. Łatwo ponad nią jednak dostać się z obydwu żlebów, gdyż znajduje się ponad nią szeroki, trawiasto-kosówkowy zachód.
1. Skrajnie prawym żebrem wschodniej ściany; IV, 6 godz.
2. Prawą częścią wschodniej ściany; IV, 5 godz.
3. Środkowym żebrem wschodniej ściany; IV, 5 godz.
4. Centralnym żlebem wschodniej ściany; II, miejsca IV, 4 godz.
5. Droga Bakoš-Petrik; V
6. Lewą częścią ściany; V, 3 godz.
7. Droga Jurzycy przez Basztowy Taras; I, miejsca II, z Szerokiego Żlebu 1 godz.[4]

Ściana zachodnia
Są w niej dwa żleby i trzy żebra. Prawe z nich w dolnej części kulminuje szeroką wypukłością. Z niemal każdego jej miejsca można łatwo przejść do piarżysk Szerokiego Żlebu. Środkowe żebro zaczyna się kilkadziesiąt metrów poniżej grani i mniej więcej w połowie swojej wysokości rozgałęzia na dwa ramiona. Najdłuższe jest lewe żebro opadające z najwyższego punktu Pośredniej Baszty.
1. Prawą częścią zbocza, od południowego zachodu; 0, od stawu 1 godz. 30 min
2. Prawym ramieniem środkowego żebra; miejsca II, d godz. 45 min
3. Lewym żebrem (z ominięciami); III, 4 godz.
4. Śmierć frajerom (ściśle lewym żebrem); IV+, 5 godz. 30 min[4].